# Bezirk Völkermarkt
Der Bezirk Völkermarkt ist ein politischer Bezirk des österreichischen Bundeslands Kärnten.

## Angehörige Gemeinden
Der Bezirk Völkermarkt umfasst 13 Gemeinden, darunter zwei Städte und vier Marktgemeinden. Die Einwohnerzahlen stammen vom 1. Jänner 2024.

| Gemeinde                       | slowenisch             | Lage | Ew     | km²    | Ew / km² | Gerichtsbezirk | Region | Typ             | Metadaten         |
| ------------------------------ | ---------------------- | ---- | ------ | ------ | -------- | -------------- | ------ | --------------- | ----------------- |
| Bleiburg                       | Pliberk                |      | 3.989  | 69,77  | 57       | Bleiburg       |        | Stadt- gemeinde | Gem.Kennz.: 20801 |
| Diex                           | Djekše                 |      | 789    | 54,95  | 14       | Völkermarkt    |        | Gemeinde        | Gem.Kennz.: 20802 |
| Eberndorf                      | Dobrla vas             |      | 5.914  | 67,69  | 87       | Völkermarkt    |        | Markt- gemeinde | Gem.Kennz.: 20803 |
| Eisenkappel-Vellach            | Železna Kapla-Bela     |      | 2.208  | 199,13 | 11       | Eisenkappel    |        | Markt- gemeinde | Gem.Kennz.: 20804 |
| Feistritz ob Bleiburg          | Bistrica nad Pliberkom |      | 2.266  | 54,07  | 42       | Bleiburg       |        | Markt- gemeinde | Gem.Kennz.: 20805 |
| Gallizien                      | Galicija               |      | 1.793  | 46,81  | 38       | Eisenkappel    |        | Gemeinde        | Gem.Kennz.: 20806 |
| Globasnitz                     | Globasnica             |      | 1.577  | 38,39  | 41       | Bleiburg       |        | Gemeinde        | Gem.Kennz.: 20807 |
| Griffen                        | Grebinj                |      | 3.393  | 74,75  | 45       | Völkermarkt    |        | Markt- gemeinde | Gem.Kennz.: 20808 |
| Neuhaus                        | Suha                   |      | 1.015  | 36,34  | 28       | Bleiburg       |        | Gemeinde        | Gem.Kennz.: 20810 |
| Ruden                          | Ruda                   |      | 1.507  | 42,43  | 36       | Völkermarkt    |        | Gemeinde        | Gem.Kennz.: 20812 |
| Sankt Kanzian am Klopeiner See | Škocjan v Podjuni      |      | 4.637  | 41,01  | 113      | Völkermarkt    |        | Gemeinde        | Gem.Kennz.: 20813 |
| Sittersdorf                    | Žitara vas             |      | 1.966  | 44,95  | 44       | Eisenkappel    |        | Gemeinde        | Gem.Kennz.: 20815 |
| Völkermarkt                    | Velikovec              |      | 10.956 | 137,33 | 80       | Völkermarkt    |        | Stadt- gemeinde | Gem.Kennz.: 20817 |

## Bevölkerungsentwicklung
Derzeit hat der Bezirk Völkermarkt 42.027 Einwohner (Stand 2018). Das ist eine Abnahme von etwa 1.500 Einwohnern seit 2001. Diese 3,5 % Rückgang sind deutlich weniger als in den westlichen Bezirken Kärntens. Bis 2030 wird die Bevölkerung voraussichtlich um weitere 3,5 % sinken. Ein Grund dafür ist die niedrige Geburtenrate: Im Jahr 2017 kamen im Bezirk Völkermarkt 8,1 Geburten auf 1.000 Einwohner, in Kärnten 8,7 und in Österreich 9,9.
Das Durchschnittseinkommen ist verglichen mit Österreich unter dem Durchschnitt. Es hat etwa die Höhe von Kärnten, jedoch mit einer stärker steigenden Tendenz.
Die Arbeitslosenquote ist auf dem gleich hohen Niveau von Kärnten und über dem österreichischen Schnitt. Während der Anteil der Langzeitarbeitslosen über dem Kärntner Mittelwert ist und sich erst im Jahr 2017 dem Landesschnitt näherte, ist die Jugendarbeitslosigkeit sehr niedrig und weiter sinkend:
| Hier fehlt eine Grafik, die leider im Moment aus technischen Gründen nicht angezeigt werden kann. Wir arbeiten daran! | Hier fehlt eine Grafik, die leider im Moment aus technischen Gründen nicht angezeigt werden kann. Wir arbeiten daran! |

| Hier fehlt eine Grafik, die leider im Moment aus technischen Gründen nicht angezeigt werden kann. Wir arbeiten daran! | Hier fehlt eine Grafik, die leider im Moment aus technischen Gründen nicht angezeigt werden kann. Wir arbeiten daran! |

## Wirtschaft
Der Bezirk Völkermarkt hat einen starken Produktionssektor, mit besonders starkem Technologiebereich. Auch der Tourismus ist ein wichtiger Wirtschaftszweig. Vor allem die Region um den Klopeiner See trägt wesentlich zu den jährlich eine Million Nächtigungen bei.

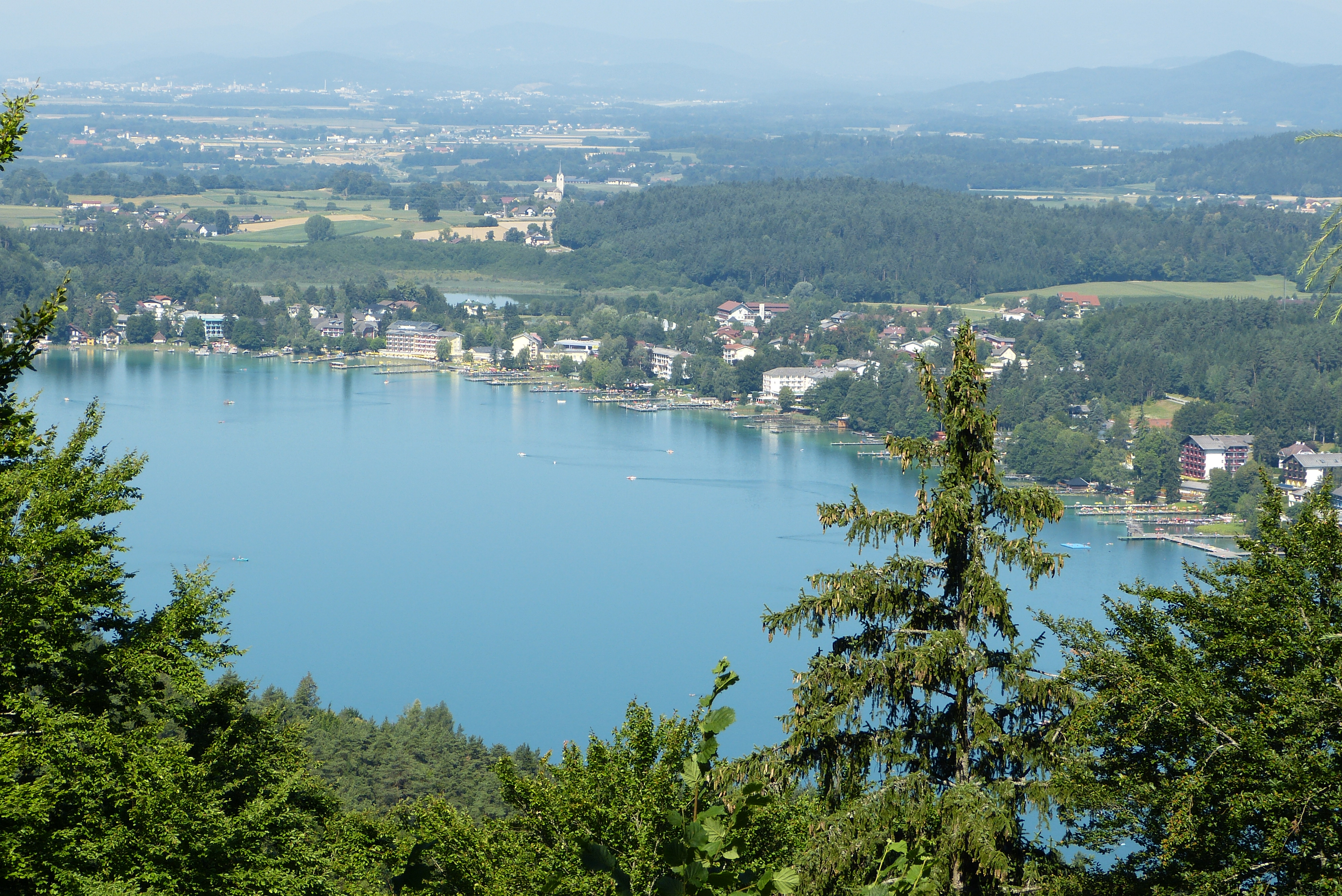
Klopeiner See

### Wirtschaftsstruktur
Der Anteil der Bevölkerung in der Land- und Forstwirtschaft ist in Völkermarkt mit 1 % auf dem gleichen Niveau wie in Kärnten und in Österreich. Stark ausgeprägt ist jedoch der Produktionssektor mit einem speziell hohen Anteil im Technologiebereich.

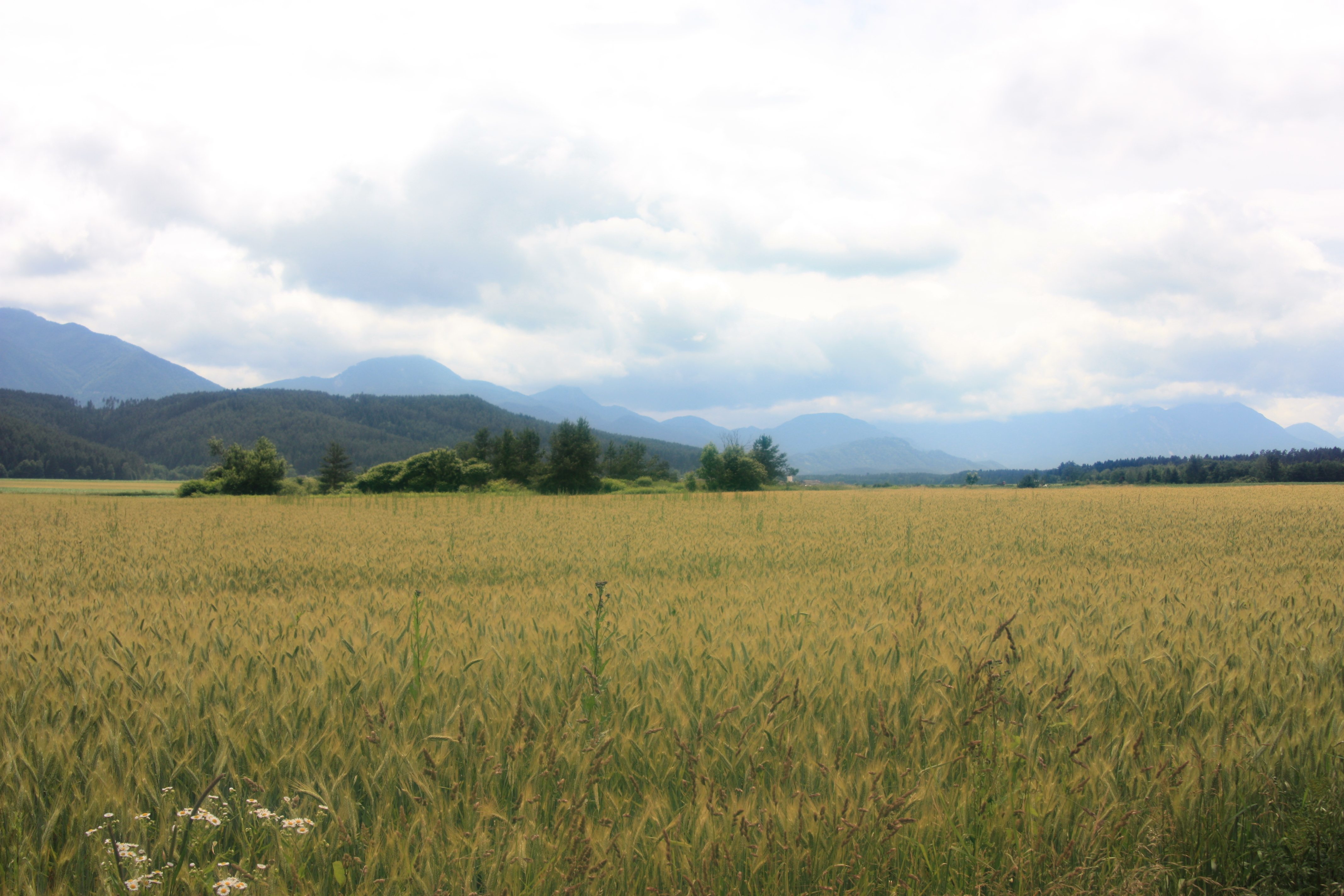
Landwirtschaft bei Bleiburg

| Hier fehlt eine Grafik, die leider im Moment aus technischen Gründen nicht angezeigt werden kann. Wir arbeiten daran!Völkermarkt | Hier fehlt eine Grafik, die leider im Moment aus technischen Gründen nicht angezeigt werden kann. Wir arbeiten daran!Kärnten | Hier fehlt eine Grafik, die leider im Moment aus technischen Gründen nicht angezeigt werden kann. Wir arbeiten daran!Österreich |

### Land- und Forstwirtschaft
Die Bedeutung der Landwirtschaft liegt im Kärntner Durchschnitt: Der Bestand von 15.140 Rindern entspricht 8,0 % des Kärntner Bestandes bei 9,5 % Fläche. Sehr gering ist dabei der Anteil der Almwirtschaft. Im Bezirk liegen nur 0,3 % der Kärntner Almflächen und nur 5 der insgesamt 1.878 Kärntner Almbetriebe sind in Völkermarkt.
Dafür ist der Verkauf von Holz und speziell von Nadelholz über dem Kärntner Durchschnitt. Im Jahr 2017 wurden 283.000 Festmeter Holz verarbeitet, davon waren 258.000 Festmeter Nadelholz.

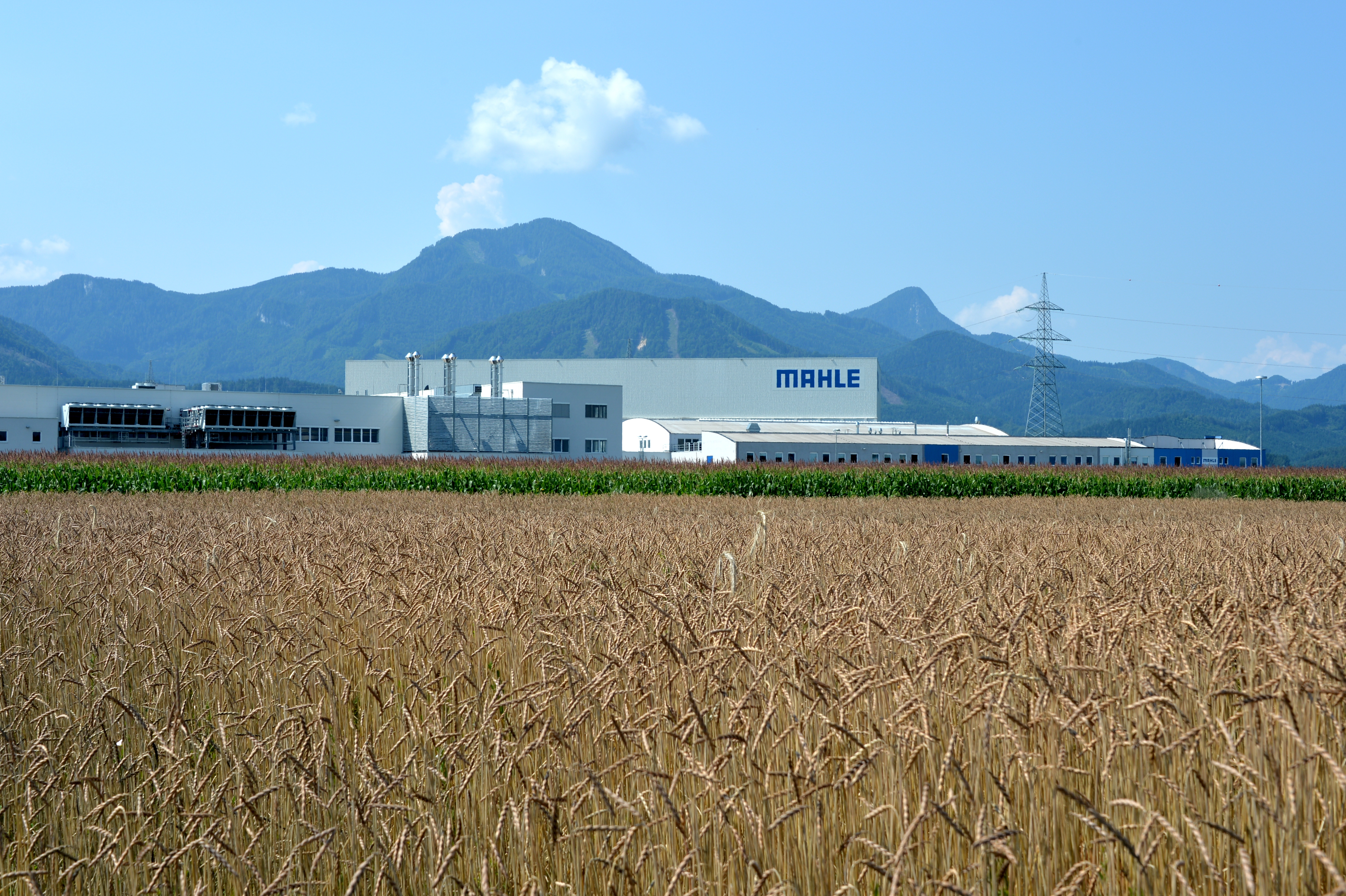
Knecht / Mahle Filterwerk bei Bleiburg

### Industrie / Verarbeitendes Gewerbe, Herstellung von Waren
Die Industriebetriebe mit den meisten Beschäftigten im Bezirk Völkermarkt sind (Stand 2016):
| Firma                                           | Beschäftigte |
| ----------------------------------------------- | ------------ |
| Knecht Filterwerk Vertriebs-GmBH                | 1.910        |
| Bosch Mahle Turbo Systems Austria GmbH & Co. KG | 700          |
| URBAS Maschinenfabrik GmbH                      | 390          |
| WILD GmbH                                       | 230          |
| CCL LABEL GmbH                                  | 130          |
| Sinnex Innenausbau GmbH                         | 120          |
| KRUSCHITZ GmbH                                  | 110          |

Die größten Dienstleistungsbetriebe sind
| Firma                                                           | Beschäftigte |
| --------------------------------------------------------------- | ------------ |
| JAUNTALER HANDELSGESELLSCHAFT GESCHWISTER RUTAR & CO. EBERNDORF | 210          |
| Mochoritsch Gastronomie GmbH                                    | 190          |
| KURZENTRUM BAD EISENKAPPEL GmbH                                 | 100          |

Arbeitszentren des Bezirkes sind der Hauptort Völkermarkt sowie Feistritz ob Bleiburg und Eberndorf. Über 60 % aller Arbeitsplätze des Bezirkes sind in diesen drei Gemeinden.
Anzahl der Betriebe je Gemeinde

### Fremdenverkehr

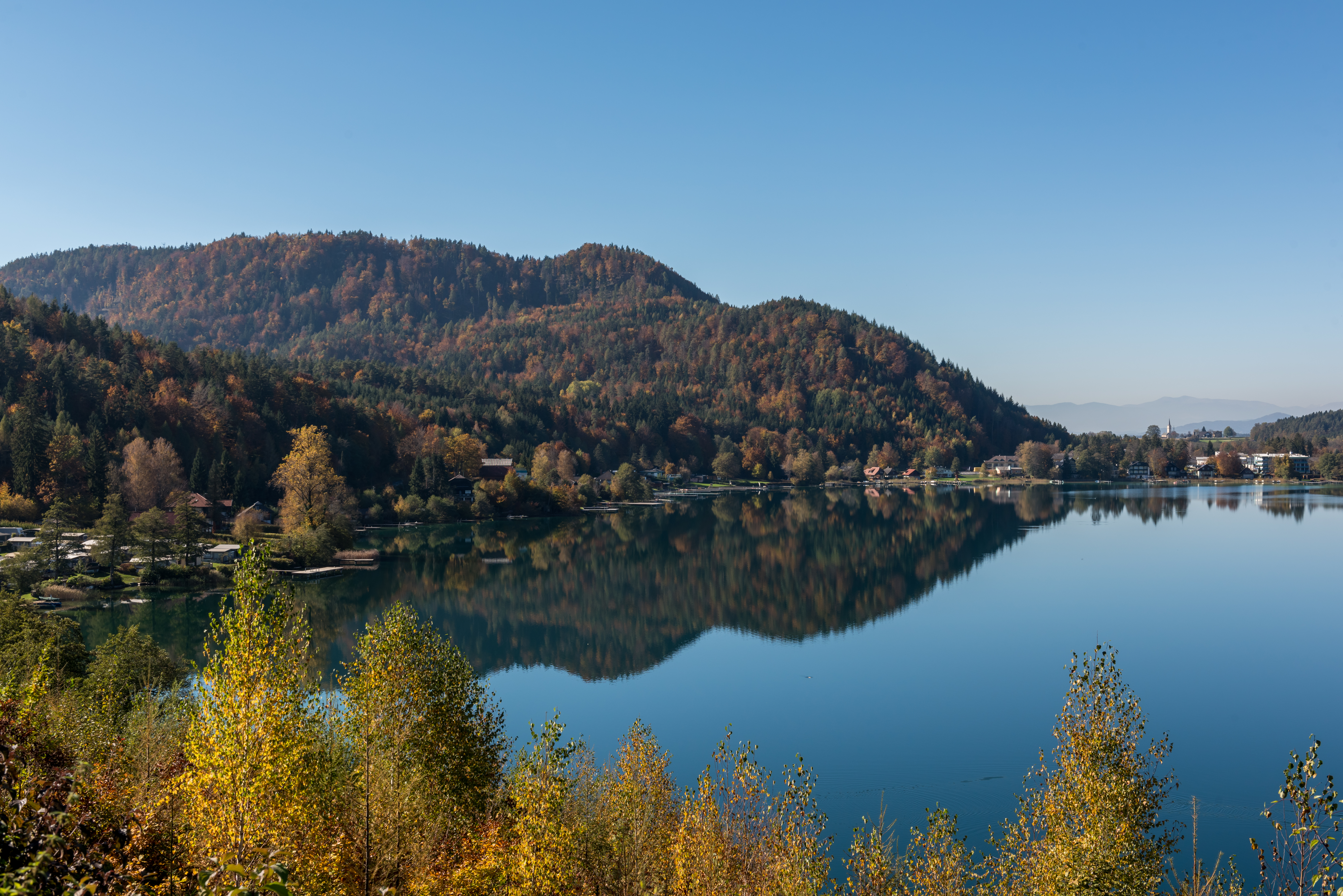
St. Kanzian am Klopeiner See

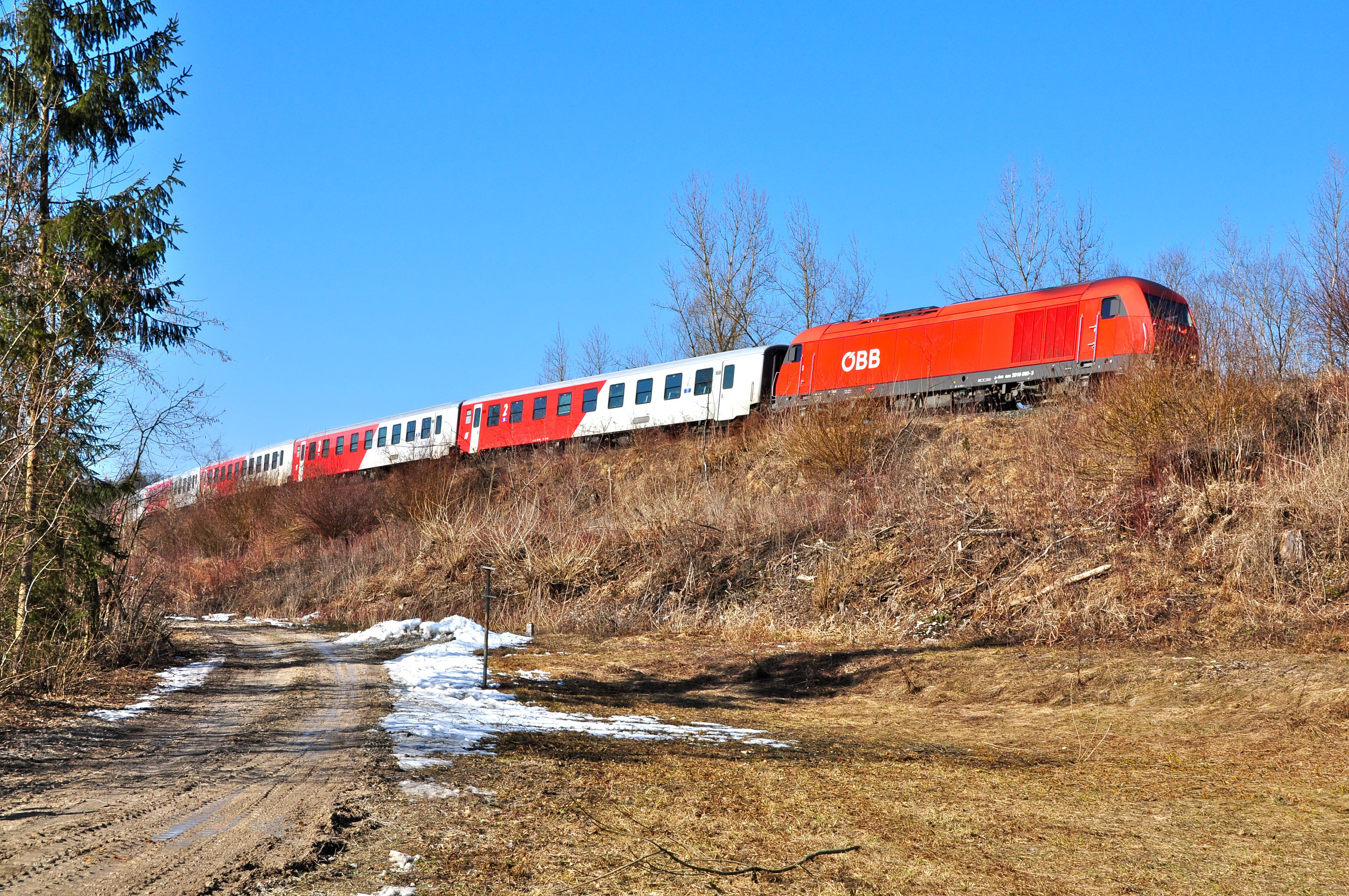
Bahnlinie Klagenfurt – Bleiburg bei St. Kanzian

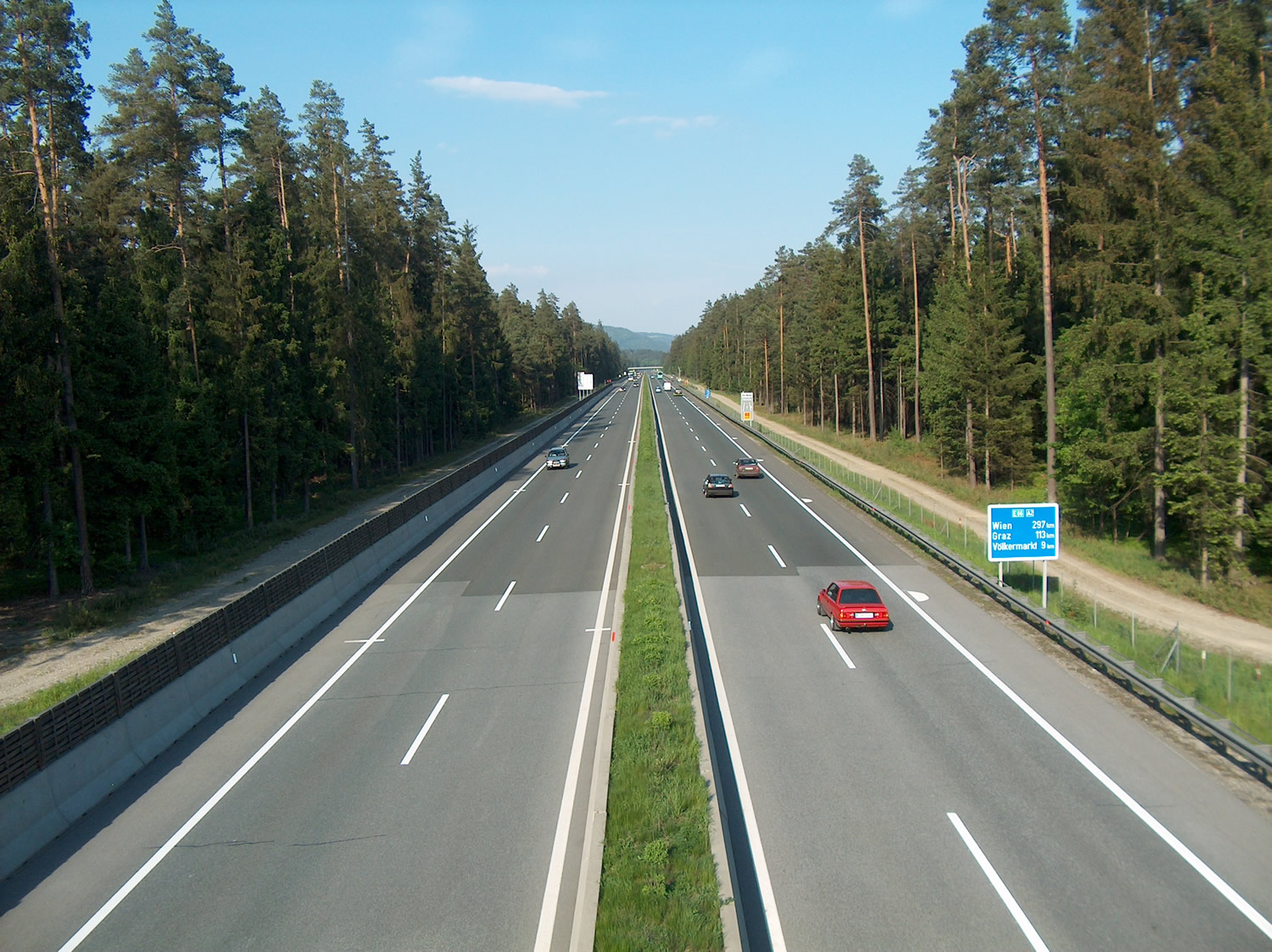
Autobahn A2 bei Völkermarkt

Der Fremdenverkehr ist im Bezirk Völkermarkt sehr ungleich verteilt: Die Gemeinde St. Kanzian hat mehr als die Hälfte aller Übernachtungen des Bezirkes. Anziehungspunkt ist der Klopeiner See. Dies zeigt sich auch im starken Überhang der Sommernächtigungen:
Aufteilung der Übernachtungen auf Winter und Sommer im Tourismusjahr 2017:
| Hier fehlt eine Grafik, die leider im Moment aus technischen Gründen nicht angezeigt werden kann. Wir arbeiten daran!Völkermarkt | Hier fehlt eine Grafik, die leider im Moment aus technischen Gründen nicht angezeigt werden kann. Wir arbeiten daran!Kärnten | Hier fehlt eine Grafik, die leider im Moment aus technischen Gründen nicht angezeigt werden kann. Wir arbeiten daran!Österreich |

Übernachtungen im Tourismusjahr 2017 (in Tausend):
Die Entwicklung der Nächtigungen liegt über dem Durchschnitt von Kärnten und stieg in den letzten Jahren stark an:

### Infrastruktur / Verkehr
Obwohl der Bezirk nahe dem Kärntner Zentralraum Klagenfurt-Villach liegt, wird die Region als peripher eingestuft.
- Eisenbahn: Quer durch den Bezirk führt die Drautalbahn Klagenfurt – Dravograd – Maribor  mit Abzweigung nach Wolfsberg in Bleiburg. Dies bietet stündliche Schnellbahn-Verbindungen nach Klagenfurt und Wolfsberg; die Bezirkshauptstadt Völkermarkt ist allerdings ohne Bahnanschluss. Die im Bau befindliche Koralmbahn wird durch den Bezirk führen, ein Haltepunkt für Schnellzüge ist jedoch nicht vorgesehen.[9]
- Straße: Die Hauptverkehrsader ist die Süd Autobahn, welche quer durch den Bezirk führt und diesen gut mit Klagenfurt / Italien im Westen und Graz / Wien im Nordosten verbindet. Nach Slowenien im Süden gibt es nur regionale Verbindungen über den Seebergsattel und den Grenzübergang bei Bleiburg.[6]